# Dale Chihuly
Dale Chihuly est un artiste du verre, né le 20 septembre 1941 à Tacoma aux États-Unis.

## Biographie
Après des études à l'Université de Washington à Seattle, en 1965, et à l'Université du Wisconsin à Madison, en 1967, il se rend à Venise pour y étudier les techniques du verre. De retour au pays, il est cofondateur de la Pilchuck Glass School à Stanwood, où des installations de fonderie permettent d'initier des étudiants à l'art du verre. Isabel de Obaldía figure notamment parmi les élèves de son école.
En 1976, lors d'un séjour en Grande-Bretagne, Chihuly est victime d'un grave accident de voiture dans lequel il perd l'œil gauche. Il continue tant bien que mal à souffler du verre jusqu'à ce qu'un nouvel accident, cette fois en bodysurf, le laisse invalide du bras droit. Chihuly devient alors chef d'atelier, confiant à des artisans le soin de réaliser ses œuvres. Cette réorientation fera cependant de lui un entrepreneur prospère dont la fortune était estimée en 2004 à 29 millions de dollars.

## L'œuvre
Le travail de Dale Chihuly se distingue par une connaissance approfondie des techniques du verre et de sa coloration. « Exploitant le feu, la gravité, le souffle et la force centrifuge, ce maître accompli jongle avec les couleurs, les reflets et les formes organiques tout en imaginant des effets de répétition, d’accumulation, de superposition et l'agencement de divers éléments modulaires et singuliers pour créer un rythme et des effets visuels sans pareils. »
Ses œuvres, souvent monumentales, sont distribuées dans le monde entier, sous la forme d'objets décoratifs, de sculptures ou d'installations.

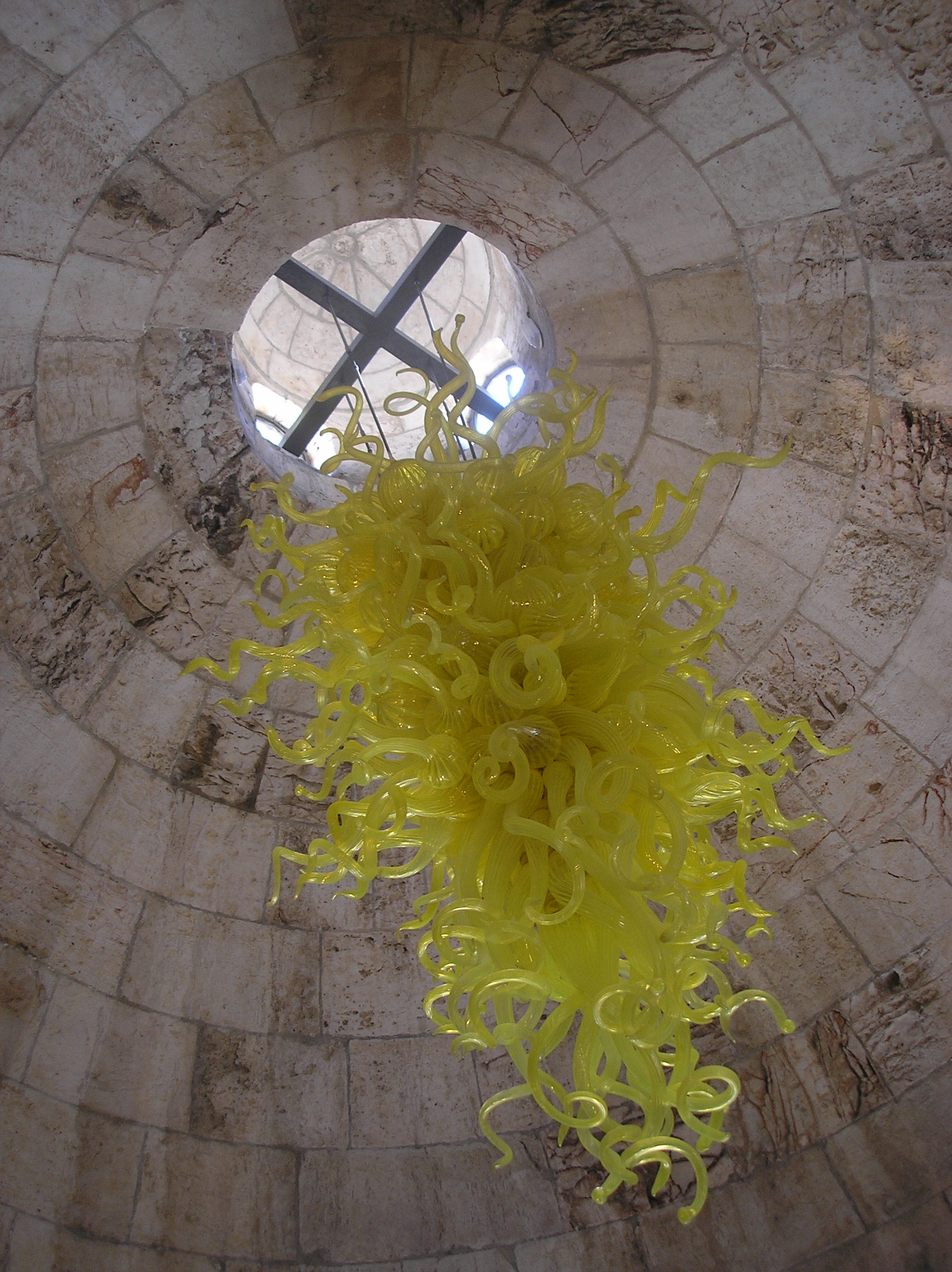
Chandelier jaune au musée de la Tour de David, 1999–2000.

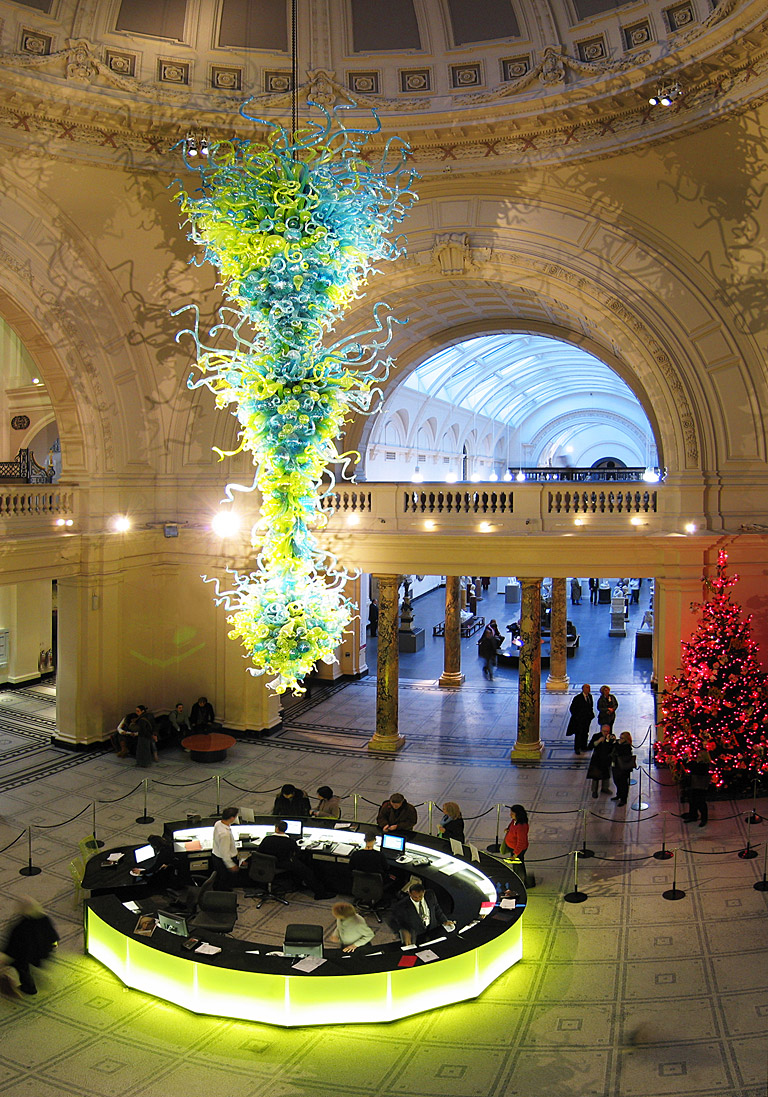
Lustre (chandelier) dans le hall d'entrée du Victoria and Albert Museum.

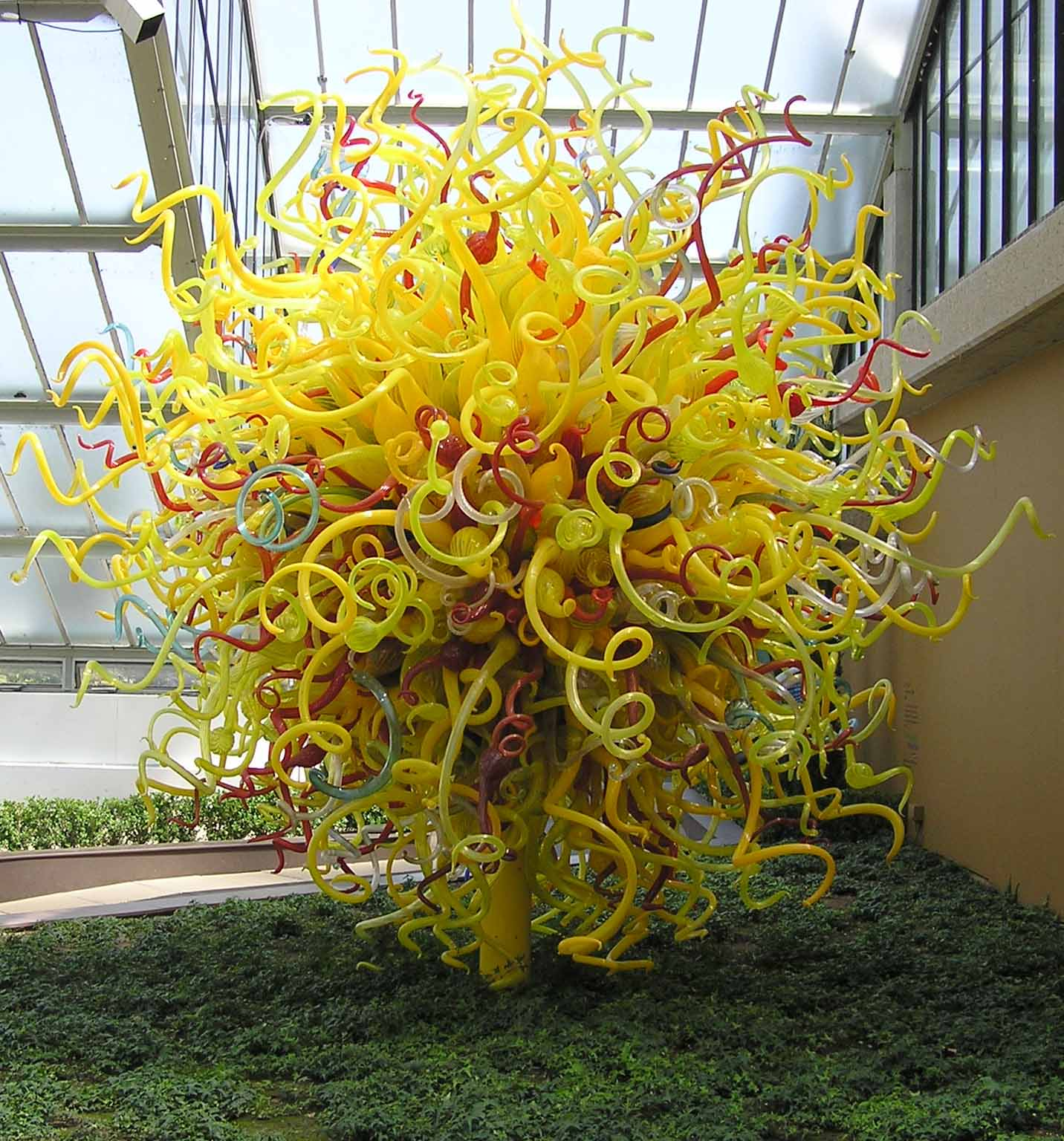
Un Soleil de Chihuly dans les Jardins botaniques royaux de Kew à Londres.

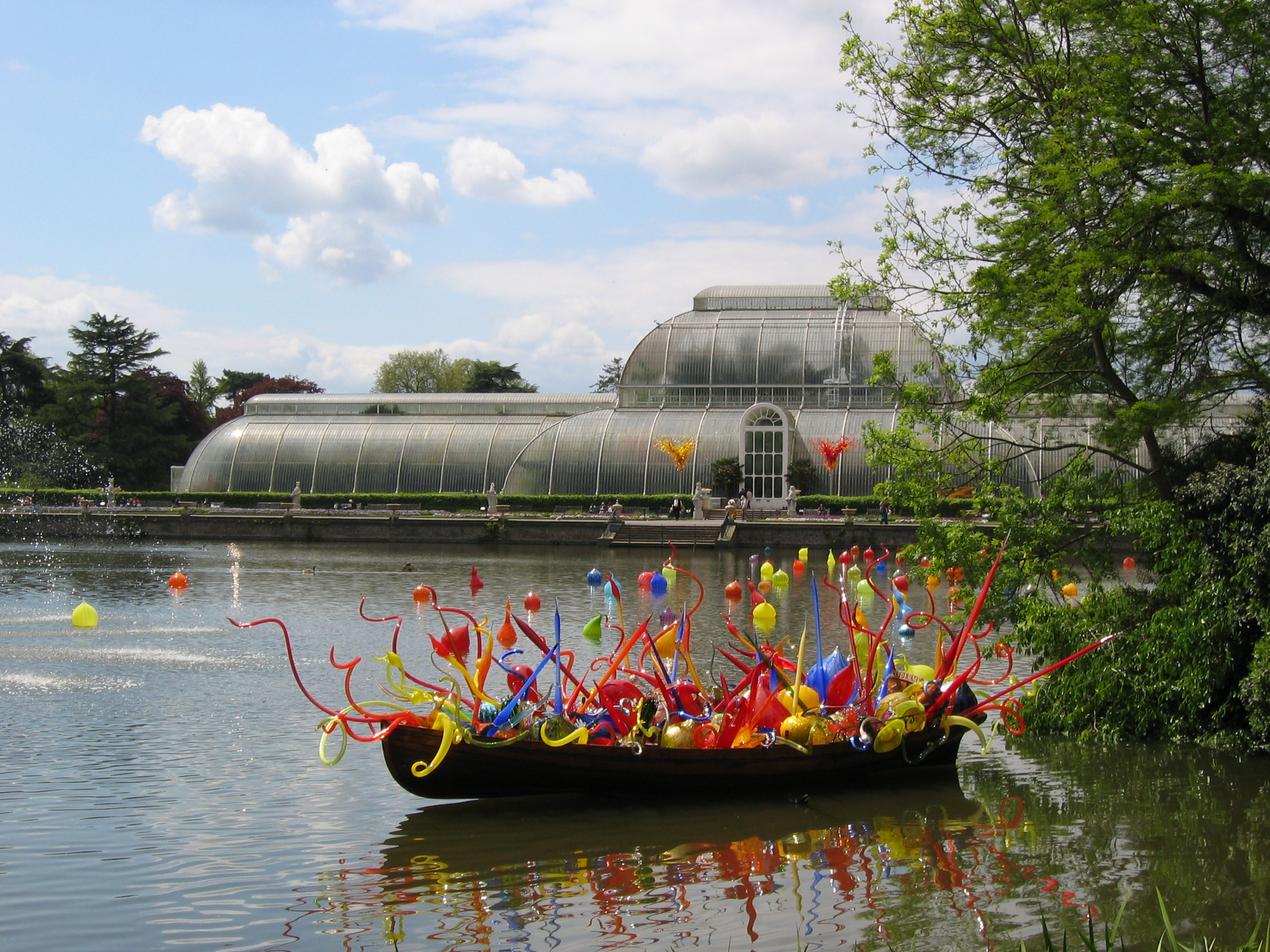
Une Barque dans les Jardins botaniques royaux de Kew en 2005.

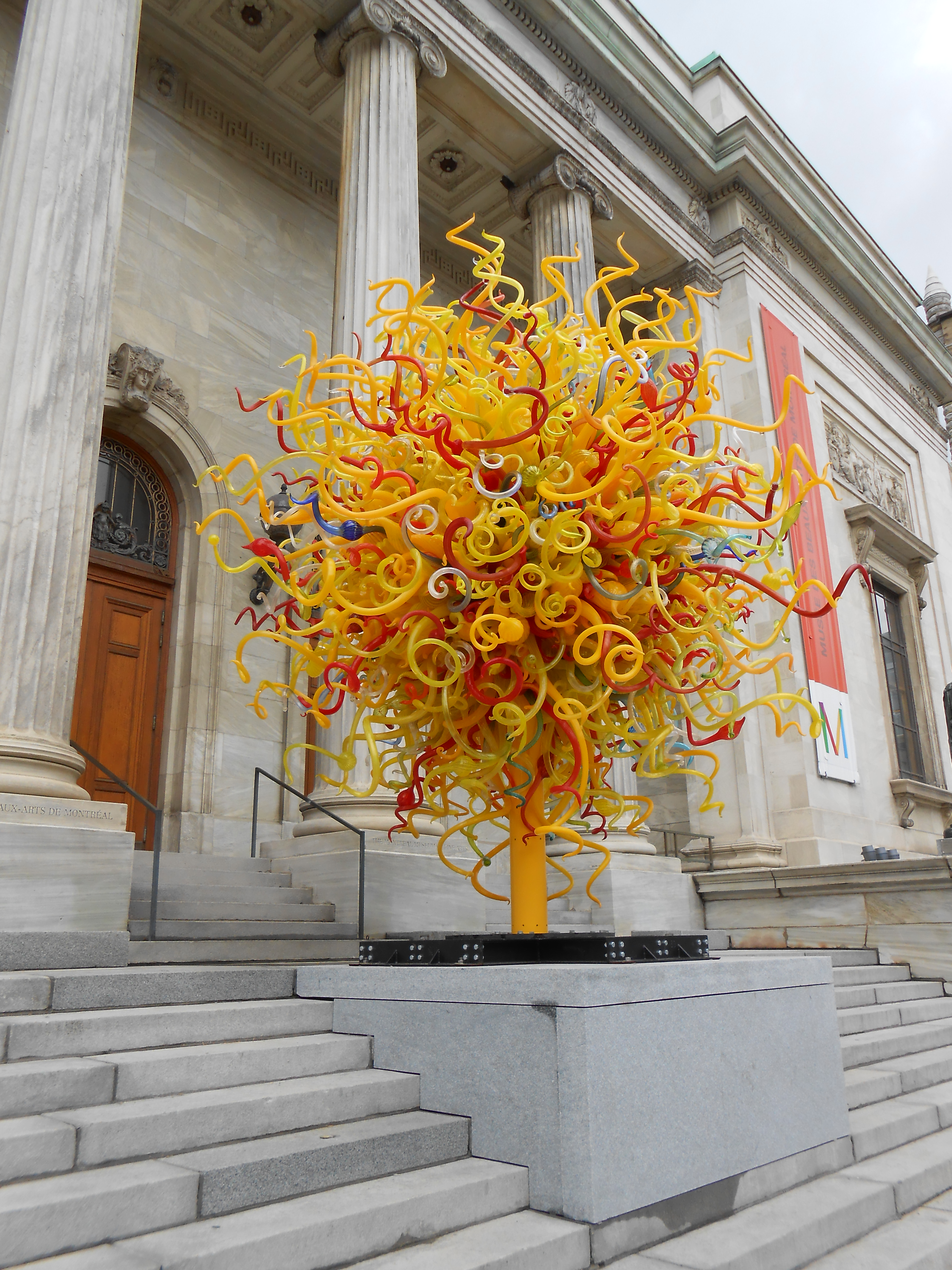
Soleil devant le Musée des beaux-arts de Montréal, 2013.

Le langage formel de Chihuly se transmet par des séries où le même élément visuel est répété avec des variantes, chacune de ces séries étant identifiée par un terme générique. On retrouve ainsi les séries :
- Motifs Navajos, inspirés des couvertures navajos, peints sur le verre.
- Mille Fiori, installations rappelant des jardins et des ornements floraux.
- Soleil, sculptures monumentales rappelant la forme d'un arbre.
- Perse, comme dans les installations d'ornements de forme florale ou les Plafonds persans où une multitude d'éléments de verre aux formes variées et aux couleurs vives, sont disposés sur des plaques de verre transparent suspendues au plafond et à travers lesquelles passe la lumière.
- Barques, installation de barques et de sculptures de verre sur des plans d'eau.
- Forêts, installation d'éléments de verre de formes organiques, structures fluorescentes colorées, bols colorés et ondulés montés sur des socles.
- Chandeliers, grandes sculptures de verre suspendues.

À Seattle, le Chihuly Garden and Glass, inauguré le 21 mai 2012, est dédié à ses œuvres. Les œuvres de Chihuly se retrouvent dans les collections d'un grand nombre d'institutions muséales à travers le monde, particulièrement aux États-Unis.